# Saccella eburnea
Saccella eburnea – gatunek małża morskiego należącego do podgromady pierwoskrzelnych.
Muszla wielkości: długość 1,2 cm, szerokość 0,64 cm, kształtu wydłużonego. Występuje na głębokości od 13 do 112 metrów.
Są rozdzielnopłciowe, bez zaznaczonych różnic płciowych w budowie muszli. Odżywiają się planktonem oraz detrytusem.
Występuje w Ekwadorze.